# Marlon Harewood
Marlon Harewood, född 25 augusti 1979 i Hampstead i London i England, är en engelsk fotbollsspelare. Han spelar sedan 2013 för Bristol City i League One, tredjedivisionen i England. Marlon är bror till skådespelaren David Harewood.
Han värvades i november 2003 från Nottingham Forest till West Ham United. 17 juli 2007 gick han från West Ham till Aston Villa. Aston Villa lånade ut honom till både Wolverhampton Wanderers och Newcastle United innan han lämnade klubben och gick till Blackpool FC. I sin första match för Blackpool i premiären för Premier League 2010/2011 den 14 augusti 2010 så gjorde han två stycken mål på bortaplan mot Wigan Athletic FC i en match som Blackpool vann med 4–0.
2012 blev Harewood helt klar för Nottingham Forest igen som han en gång blev väldigt känt i.